# Campionat del Món de X-Trial 2015
|  | Per al campionat del món a l'aire lliure d'aquell any, vegeu Campionat del Món de Trial 2015 |

La temporada de 2015 del Campionat del Món de X-Trial fou la 23a edició d'aquest campionat, organitzat per la FIM. El calendari oficial constava de 6 proves puntuables, celebrades entre el 3 de gener i el 20 de març. Una de les proves destacades va ser el Trial Indoor de Barcelona, disputat el 8 de març.
Toni Bou va guanyar el novè dels seus 19 campionats mundials indoor (a data de 2025). Una vegada més, aquell any totes les proves puntuables les van guanyar catalans i, a més, els quatre primers classificats eren també catalans. El desè va ser el prometedor basc de 17 anys Jaime Busto, en la seva primera temporada al mundial com a company d'equip de Bou i Takahisa Fujinami a Montesa.

## Sistema de puntuació
L'any 2015 entrà en vigor un nou sistema de puntuació en què obtenien punts els 8 primers classificats de cada prova (en comptes dels 10 com abans), repartits d'acord amb el següent barem:
| Posició | 1  | 2  | 3  | 4 | 5 | 6 | 7 | 8 |
| Punts   | 20 | 15 | 12 | 9 | 6 | 4 | 2 | 1 |

## Calendari
| Ronda | Data        | Prova         | Lloc            | Guanyador        |
| ----- | ----------- | ------------- | --------------- | ---------------- |
| 1     | 3 de gener  | Gran Bretanya | Sheffield       | Toni Bou         |
| 2     | 31 de gener | França        | Marsella        | Toni Bou         |
| 3     | 6 de febrer | França        | Pau             | Adam Raga        |
| 4     | 8 de març   | Espanya       | Barcelona       | Toni Bou         |
| 5     | 14 de març  | Àustria       | Wiener Neustadt | Toni Bou         |
| 6     | 20 de març  | Espanya       | Oviedo          | Albert Cabestany |

## Classificació final
| Posició | Pilot            | Motocicleta | Punts |
| ------- | ---------------- | ----------- | ----- |
| 1       | Toni Bou         | Montesa HRC | 107   |
| 2       | Adam Raga        | Gas Gas     | 89    |
| 3       | Albert Cabestany | Sherco      | 77    |
| 4       | Jeroni Fajardo   | Beta        | 63    |
| 5       | Alexandre Ferrer | Sherco      | 30    |
| 6       | James Dabill     | Vertigo     | 20    |
| 7       | Eddie Karlsson   | Montesa HRC | 15    |
| 8       | Loris Gubian     | Gas Gas     | 8     |
| 9       | Michael Brown    | Gas Gas     | 2     |
| 10      | Jaime Busto      | Montesa HRC | 2     |